# Förstakammarvalet i Sverige 1871
Förstakammarvalet i Sverige 1871 var egentligen flera fyllnadsval i Sverige. Valet utfördes av landstingen och i de städer som inte hade något landsting utfördes valet av stadsfullmäktige. 

## Invalda riksdagsmän
Nyvalda riksdagsmän under urtima riksdagen 1871:
Östergötlands läns valkrets:
- Rudolph Abelin

Malmö stads valkrets:
- Carl Gottreich Beijer

Värmlands läns valkrets:
- Henrik Rosensvärd

Örebro läns valkrets:
- Hugo Hamilton

Västerbottens läns valkrets:
- Gustaf Fridolf Almquist

Nyvalda riksdagsmän under riksdagen 1872:
Örebro läns valkrets:
- Knut Cassel